# Hilton of Cadboll Stone

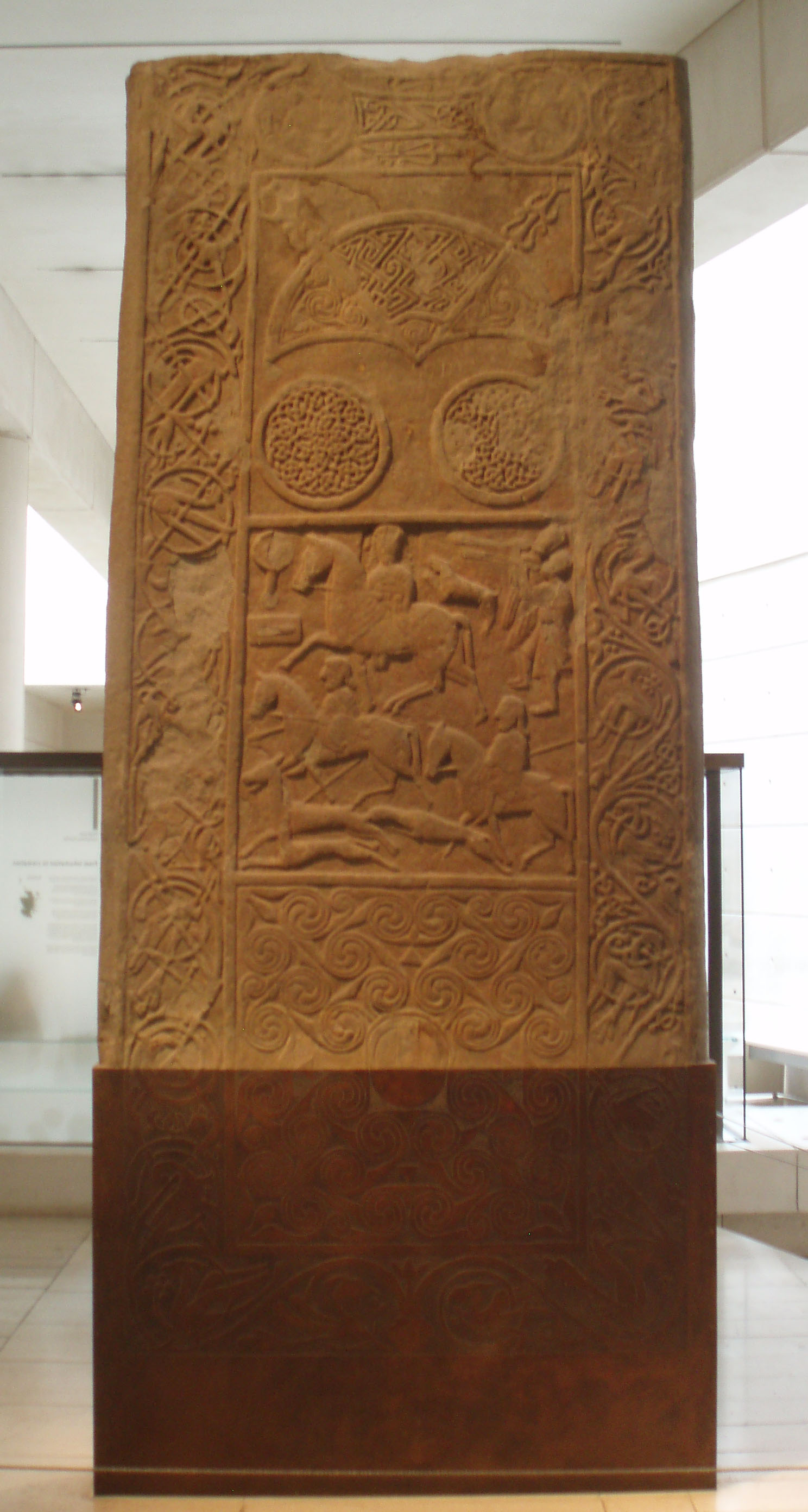
L'Hilton of Cadboll Stone conservata al Museum of Scotland.

L'Hilton of Cadboll Stone è una stele monumentale facente parte delle pietre pitte ed appartenente alla 2ª classe. Scoperta vicino al villaggio di Hilton of Cadboll situato nella penisola di Tarbat e facente parte - dal punto di vista amministrativo - della parrocchia civile di Tarbat, nell'area di Easter Ross (contea di Ross and Cromarty, nell'Highland). La stele è stata datata a circa VIII secolo d.c.

## Storia della stele

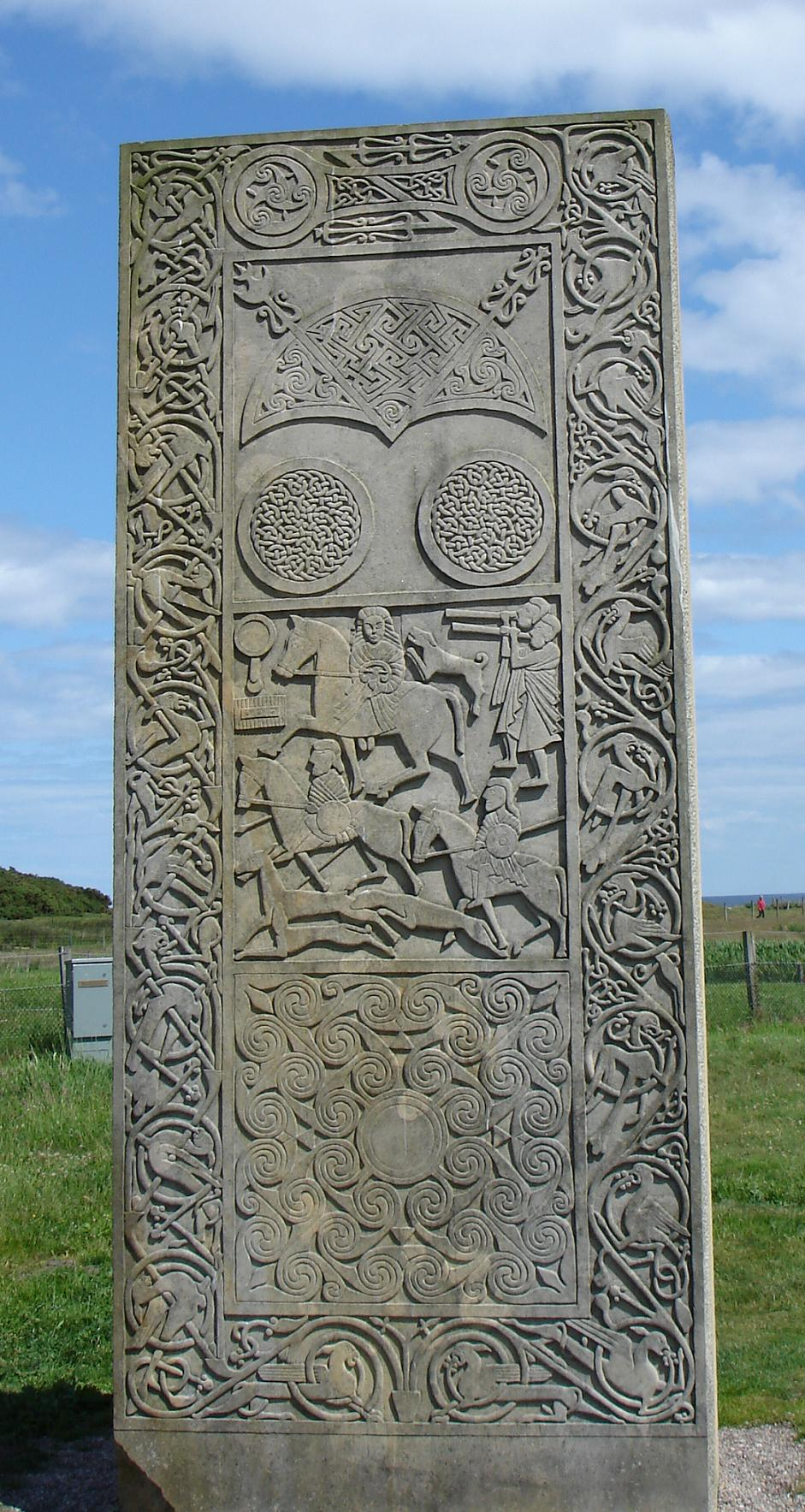
Replica della Hilton of Cadboll Stone realizzata da Barry Grove e posta a Easter Ross.

Verso la fine dell'VIII secolo d.C. la Scozia diveniva cristiana e molte steli furono scolpite ed erette per celebrare la nuova religione. Dopo aver subito un crollo, subendo danni alla base, venne eretta nuovamente nel XII secolo nel medesimo luogo, inoltre venne costruita a fianco della stele una cappella medioevale, probabilmente sul sito di una precedente struttura. Nel XVII secolo, probabilmente a causa di una tempesta, la stelle fu abbattuta e la parte inferiore andò perduta. Nel 1676 la stele venne eretta ancora una volta e la parte inferiore mancante fu sostituita da una scritta commemorativa dedicata ad Alexander Duff e alle sue tre mogli. Dal XVII secolo fino alla metà del XIX secolo la stele rimase nella cappella di Hilton of Cadboll dove fu esposta capovolta. Successivamente, nel 1890, i MacLeods di Cadboll la trasferirono nel castello di Invergordon, dove venne utilizzata come ornamento da giardino. Quando, nel 1921 i MacLeods vendettero il castello, donarono la pietra al British Museum, ma questa azione provocò molte proteste pubbliche, tanto che la stele venne restituita alla Scozia e ora si trova al Museo di Antichità di Edimburgo.

## Simboli pitti sulla pietra
Le incisioni presenti nella parte superiore di questa stele si trovano in molte altre pietre scolpite nel nord della Scozia. L'Hilton of Cadboll Stone presenta alcuni degli esempi più elaborati e finemente scolpiti di questi simboli, ma il loro significato è fonte di molte speculazioni. Se fossero parte di un linguaggio, come ad esempio i geroglifici egiziani, rimangono tuttora indecifrabili.

## La scena di caccia
Il pannello centrale può essere interpretato come una scena di caccia aristocratica. Nella parte inferiore del pannello, un cervo è inseguito da due grandi cani e due cavalieri armati. Al di sopra di questo è raffigurata una persona seduta di traverso su un cavallo, e un secondo cavaliere si intravede dietro di esso. A destra ci sono due suonatori che soffiano in lunghi corni. Il personaggio centrale si pensa possa essere una donna importante, magari qualcuno che la gente avrebbe riconosciuto facilmente quando la pietra venne intagliata. Lo specchio e il pettine in alto a sinistra sono i simboli dei Pitti tradizionalmente associati alle donne. Gli abiti e i capelli di questa figura femminile sono stati realizzati con molta cura e con molti particolari, tanto che è possibile notare la grossa spilla che la donna indossa. Questa scena di caccia può illustrare lo stile di vita piacevole dei membri dell'elite della società che commissionarono la realizzazione di questa stele. Tuttavia, nell'arte cristiana la caccia potrebbe anche rappresentare la conversione religiosa e la salvezza dell'anima, e quindi un doppio significato di questa scena è possibile. Il cavaliere principale è mostrato seduto di traverso su un cavallo. Le persone importanti sono a volte realizzate rivolte verso lo spettatore, ma nell'arte cristiana la Vergine Maria e Gesù sono entrambi rappresentati a cavallo in questo modo insolito, pertanto la stele potrebbe attingere a questa importante raffigurazione cristiana.